# Leitungsverstärker

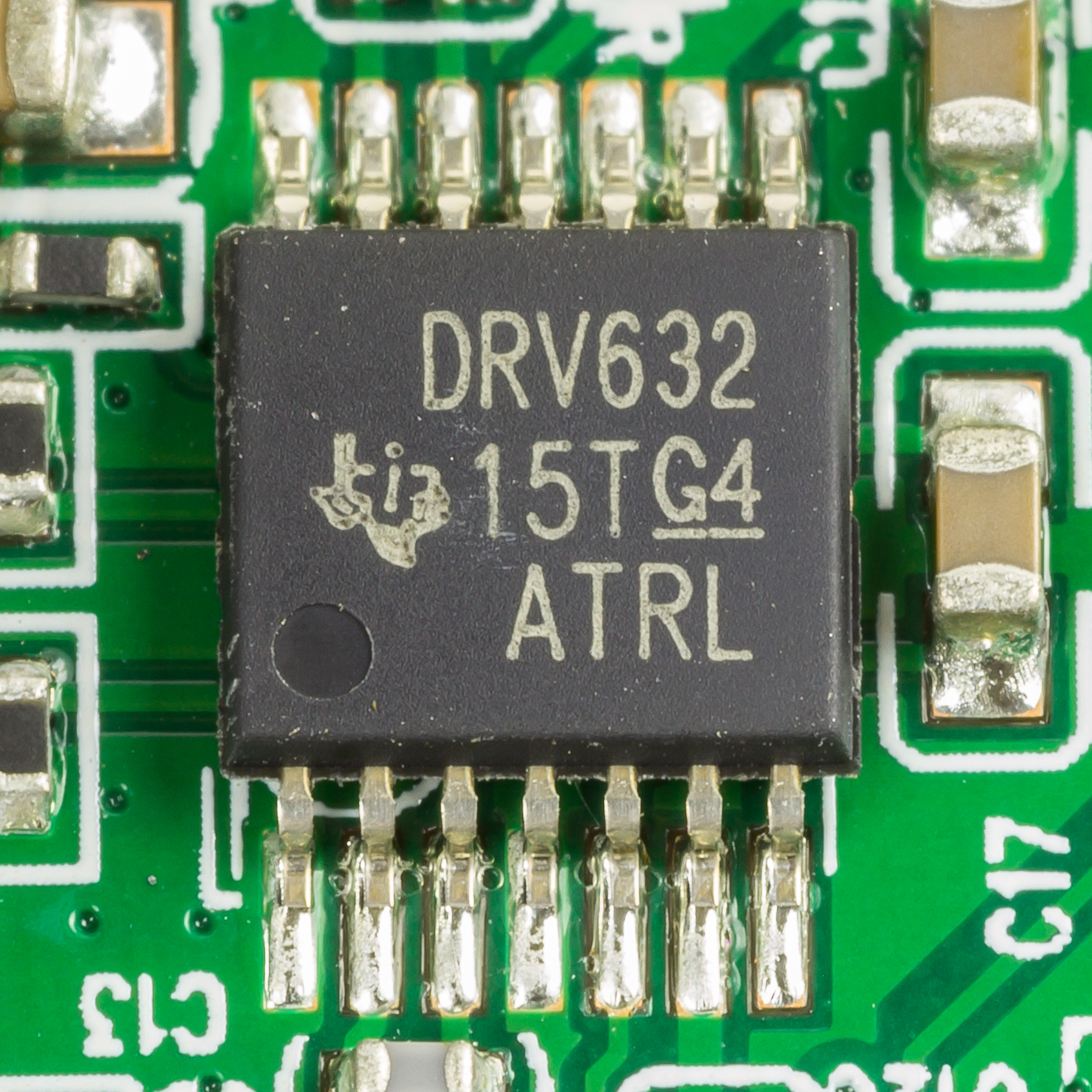
Texas Instruments DRV632 - DirectPath, 2-VRMS Audio-Leitungsverstärker

Als Leitungsverstärker, auch Leitungstreiber (von englisch line driver) oder Extender, bezeichnet man eine elektronische Verstärkerschaltung zur Verbesserung der Qualität bei der Übertragung von elektrischen Signalen.
Der Leitungsverstärker hebt den Pegel eines Nutzsignals vor der Einspeisung in eine Übertragungsleitung an. Dadurch gleicht er Dämpfungsverluste aus und mindert Störeinflüsse, da durch den höheren Signalpegel der Aufholverstärker am anderen Ende der Leitung mit geringerem Verstärkungsfaktor arbeiten kann. Gleichzeitig wird so die mögliche Reichweite der Übertragung erhöht.
Leitungstreiber werden sowohl in der analogen als auch in der digitalen Übertragungs- und Nachrichtentechnik – beispielsweise Antennen- und CATV-Technik – eingesetzt. Zweckentfremdet dienen sie auch zur absichtlichen Signalverzerrung durch Übersteuern nachfolgender Verstärkerstufen, beispielsweise in Gitarrenverstärkern.